# La Riberuca
La playa La Riberuca está situada en la ría de San Martín de la Arena, en el municipio de Suances, en la Comunidad Autónoma de Cantabria, España.